# Frente por la Restauración de la Unidad y de la Democracia
El Frente por la Restauración de la Unidad y de la Democracia (en francés Front pour la Restauration de l'Unité et de la Démocratie (FRUD)) es un partido político de Yibuti. 
Antes de convertirse en partido político inició una Guerra Civil en 1991 contra el gobierno y el sistema unipartidista del presidente Hassan Gouled Aptidon y su partido Agrupación Popular para el Progreso (RPP). La guerra hizo un alto en 1994, concluiría oficialmente en 2001, entrando dos miembros del FRUD en el Gobierno. En las elecciones presidenciales de 1999, el FRUD apoyó al candidato del RPP, Ismail Omar Guelleh. En las elecciones legislativas de 2003 el FRUD concurrió bajo la coalición Unión para la Mayoría Presidencial, que reunía al RPP, el FRUD, el Partido Nacional Democrático y al Partido Popular Social Demócrata. La coalición gubernamental obtuvo el 62,7% de los votos y todos los puestos en la Asamblea Nacional de Yibuti.
- Datos: Q1470091